# Suzuki GS 400E

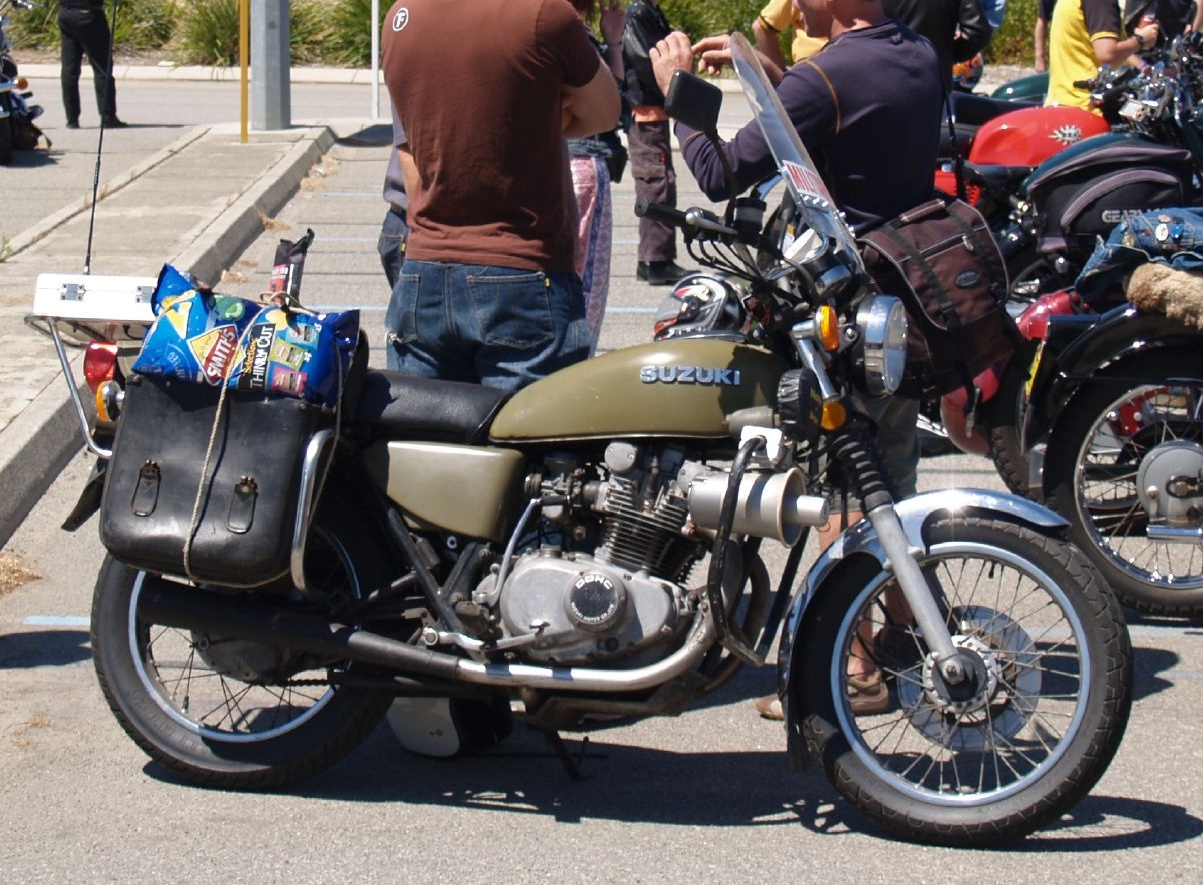
Une Suzuki GS400E.

La Suzuki GS400E est un modèle de moto faisant partie de la série Suzuki GS, produite entre 1978 et 1984, par le constructeur japonais Suzuki.
Le moteur bicylindre d'une cylindrée de 399 cm3 comportait un double arbre à cames en tête avec quatre soupapes par cylindre. La puissance du moteur est de 39 ch (29 kW) à 8 500 tr/min et 2,8 kg m de couple à 6 600 tr/min.